# Heidolsheim
 Heidolsheim (en alsacià Haidelse) és un municipi francès, situat a la regió del Gran Est, al departament del Baix Rin. L'any 2004 tenia 443 habitants.
Forma part del cantó de Sélestat, del districte de Sélestat-Erstein i de la Comunitat de comunes del Ried de Marckolsheim.

## Demografia
| 1962 | 1968 | 1975 | 1982 | 1990 | 1999 |
| ---- | ---- | ---- | ---- | ---- | ---- |
| 270  | 292  | 284  | 296  | 299  | 359  |

## Administració
| Període | Identitat | Partit |
| ------- | --------- | ------ |
| 2001-   | Alex Jehl |        |